# 커먼파타스원숭이
커먼파타스원숭이(Erythrocebus patas) 또는 레드게논은 지상에 거주하는 원숭이로 서아프리카 전역과 동아프리카 일부에 걸쳐 분포한다. 후사르원숭이라는 이름으로도 알려져 있다.

## 분류학
유효한 아종이 있는지에 대한 혼란이 있는데, 일부는 4종의 아종, 일부는 3개의 아종 또 일부는 2종의 아종, 즉 서부파타스원숭이(Erythrocebus patas patas, 검은 코)와 동부파타스원숭이(E. p. pyrrhonotus, 흰 코)로 분류한다. 그러나 나중에 이 아종을 구분하는 데 사용되는 코 색깔이 암컷의 임신 기간이나 일반적으로 나이가 들면서 흰색으로 변할 수 있다는 사실이 밝혀졌다. 케냐의 동부파타스원숭이는 흰 코를 가진 경우가 많지 않았기 때문에, 세계 포유류 종(Mammal Species of the World)에서는 파타스원숭이(E. patas)를 단형종으로 분류했다.
커먼파타스원숭이의 속 지위는 이전에도 유동적이었다. 콜린 그로브스는 1989년 해부학적 형태학을 근거로 커먼파타스원숭이가 그리벳원숭이와 밀접한 관련이 있다고 처음 주장했다. 2003년의 계통학적 증거는 파타스원숭이가 버빗속 긴꼬리원숭이속 내에서 그리벳원숭이, 로에스트원숭이와 함께 하나의 분기군을 형성한다는 것을 발견하여 그의 주장을 뒷받침하는 것으로 보였으며, 이 연구를 바탕으로 파타스원숭이속은 긴꼬리원숭이속과 동물이명으로 분류될 수 있다고 제안했다. 그러나 최근 연구에서는 긴꼬리원숭이속에 대한 이러한 해석이 측계통군에 속한다는 것이 밝혀졌으며, 그 결과 긴꼬리원숭이속의 많은 종들이 수많은 새로운 속과 종으로 재분류되었고, 그리벳원숭이는 버빗원숭이속으로, 로에스트원숭이는 육상게논속으로 이동했다. 따라서 파타스원숭이속은 현재 별개의 속으로 여겨진다.
파타스원숭이속은 이전에 커먼파타스원숭이만 포함하는 단형속으로 여겨졌다. 그러나 2017년 한 연구에서는 형태학적 차이와 분류군 간의 심한 지리적 분리를 바탕으로 커먼파타스원숭이를 세 종(E. patas sensu stricto, E. poliphaeus, E. baumstarki)으로 나눌 것을 제안했으며, IUCN 적색 목록과 미국 포유류학회는 이를 지지했다.

## 특징
수컷 파타스원숭이는 꼬리를 제외하고 길이가 60cm부터 87cm까지 자란다. 꼬리 길이는 75cm이다. 성체 수컷은 성체 암컷보다 상당히 크며, 평균 길이는 49cm이다. 성체 수컷의 평균 체중은 12.4kg, 성체 암컷은 6.5kg으로 높은 성적 이형성을 보인다. 수컷은 아프리카 긴꼬리원숭이 중 가장 긴 송곳니를 가지고 있으며, 송곳니의 크기는 수컷 사이의 서열을 형성하는 데 중요한 역할을 한다. 최대 시속 55km의 속도를 자랑하는 파타스원숭이는 영장류 중에서 가장 빠른 달리기 선수이다. 야생에서의 수명은 최대 약 20년까지 갈 수 있다.

## 분포 및 서식지
커먼파타스원숭이는 중부, 서부 및 동부 아프리카의 여러 지역에서 발견된다. 또한 푸에르토리코에도 도입되었다. 파타스원숭이는 울창한 산림 지대를 피해서, 좀 더 트인 사바나 지역과 사막에 준하는 지역에서 산다.

## 습성
커먼파타스원숭이는 최대 60마리까지 여러 마리의 암컷으로 이루어진 무리를 지어 생활한다(훨씬 더 큰 무리가 있는 사례도 보고되었다). 일 년 중 대부분 성체 수컷 한 마리만 무리에 속한다. 번식기에는 여러 마리의 수컷이 무리에 유입된다. 어린 수컷이 성적으로 성숙(약 4세)하면 무리를 떠나 보통 수컷으로만 구성된 무리에 합류한다. 무리의 성체 암컷이 무리 이동을 시작하면 수컷은 암컷의 인도를 따른다.
커먼파타스원숭이는 곤충과 수지, 씨앗, 덩이줄기를 주식으로 하는데, 이는 훨씬 작은 영장류의 특징적인 식습관이다.

### 암컷 사회 조직
커먼파타스원숭이의 암컷 사회 구조는 다양한 개체군에서 다양하게 관찰되었다. 개체 간 갈등은 종종 제한된 자원을 둘러싼 경쟁의 결과이므로, 이러한 차이는 먹이 자원에 따라 달라질 수 있다. 과일 덤불처럼 밀도는 높지만 제한된 먹이를 놓고 갈등이 빈번하게 발생하는 곳은 곤충처럼 자원이 분산된 서식지보다 더 안정적이고 명확하게 정의된 지배 위계가 존재하는 곳이다. 이러한 자원의 가용성 차이는 암컷의 지배 위계 변화와 관련이 있는 것으로 나타났다.
암컷 간의 갈등은 모계 친척들 간의 인정의 존재를 보여준다. 두 암컷 간의 갈등 직후, 커먼파타스원숭이들은 갈등이 없었을 때와 달리 서로에게 다르게 행동하는 경우가 관찰되었다. 암컷들은 함께 앉거나 털을 손질하는 등의 활동을 통해 서로 화해하는 경우가 많다. 이러한 화해 행동은 혈연 관계가 없는 개체들 사이에서도 관찰되지만, 모계 친척들 사이에서 가장 흔하다. 지배 서열 구조는 화해 발생 확률에 비교적 적은 영향을 미치는데, 알파 암컷이 암컷 중 화해 능력이 가장 낮다는 점을 제외하면 그렇다. 모계 친척에 대한 소속감은 버빗원숭이와 같은 다른 영장류에서도 흔하게 발견된다.

### 수컷 사회 조직
커먼파타스원숭이의 짝짓기는 계절에 따라 우기에 이루어진다. 암컷이 교미를 받아들이지 않는 기간에는 성체 수컷 한 마리와 암컷 여러 마리로 이루어진 비교적 안정적인 집단이 일반적이다. 이로 인해 수컷 무리가 과도하게 형성되어 모든 수컷 무리를 형성하거나 단독으로 생활한다. 짝짓기 기간에는 기존 수컷들이 침입하는 고립된 수컷들에게 쫓겨날 수 있다. 이는 곧 더 많은 수컷들이 무리에 침입함에 따라 여러 수컷, 여러 암컷으로 이루어진 집단을 형성하게 된다. 새로 들어온 기존 수컷은 종속된 침입 수컷들을 쫓아내지 않고 암컷과의 교미에 집중한다. 짝짓기 기간이 끝나면 수컷 한 마리, 여러 암컷으로 이루어진 집단이 안정된다. 한 수컷은 기존 수컷으로 남고 다른 수컷들을 쫓아낸다. 경우에 따라 복종하는 수컷들이 기존 수컷에게 잠시 동안 용인되기도 하지만, 며칠 이상 무리에 머무르는 경우는 드물다.
어린 수컷은 2세에서 4세 사이에  태어난 집단을 떠나는 것으로 관찰되었다. 그러나 한 연구에 따르면 대부분의 어린 수컷은 3세 이전에, 즉 대부분의 수컷이 성적으로 성숙하기 전에 집단을 떠났다. 이는 어린 수컷이 성적으로 성숙된 후에 집단을 떠나는 것으로 관찰된 이전 연구와 대조되는데, 이는 집단 간에 차이가 있을 수 있음을 시사한다. 어린 수컷이 태어난 집단을 떠나는 이유 또한 논란의 여지가 있다. 사육 환경에서 우세한 수컷은 어린 수컷에게 공격적으로 행동하는 것으로 관찰되었다. 그러나 야생 커먼파타스원숭이를 관찰한 결과, 어린 수컷은 성체 수컷의 공격적인 행동 없이도 자신이 태어난 집단을 떠나는 것으로 나타났다. 어린 수컷은 집단을 떠나기 직전에 집단 내 성체 암컷과 보내는 시간이 점점 줄어든다. 그러나 어린 수컷은 성체 수컷 근처에서 보내는 시간을 변화시키지 않는다. 이는 수컷의 공격성보다는 모계 유대감이 약화되었기 때문일 수 있으며, 이는 어린 수컷이 출생 집단을 떠나는 주된 이유이다.

## 경고 울음 소리
커먼파타스원숭이는 포식자 무리 구성원들에게 경고하기 위해 여러 가지 뚜렷한 경고음을 낸다. 각 무리 구성원(성체 암컷, 성체 수컷, 유년기 등)마다 다른 경고음을 내며, 특정 경고음은 포식자 유형에 따라 다르다. 다른 영장류와 달리 커먼파타스원숭이는 나무에 숨어 포식자로부터 피난처를 찾는 경우가 드물다. 이는 커먼파타스원숭이 서식지에 나무가 비교적 드물게 분포되어 있기 때문일 가능성이 높다. 커먼파타스원숭이는 보통 포식자를 피해 땅에서 달리지만, 자칼이나 살쾡이와 같은 포식자를 공격하는 개체도 관찰되었다. 이러한 행동은 수컷과 암컷 모두에서 관찰되었다.

## 갤러리

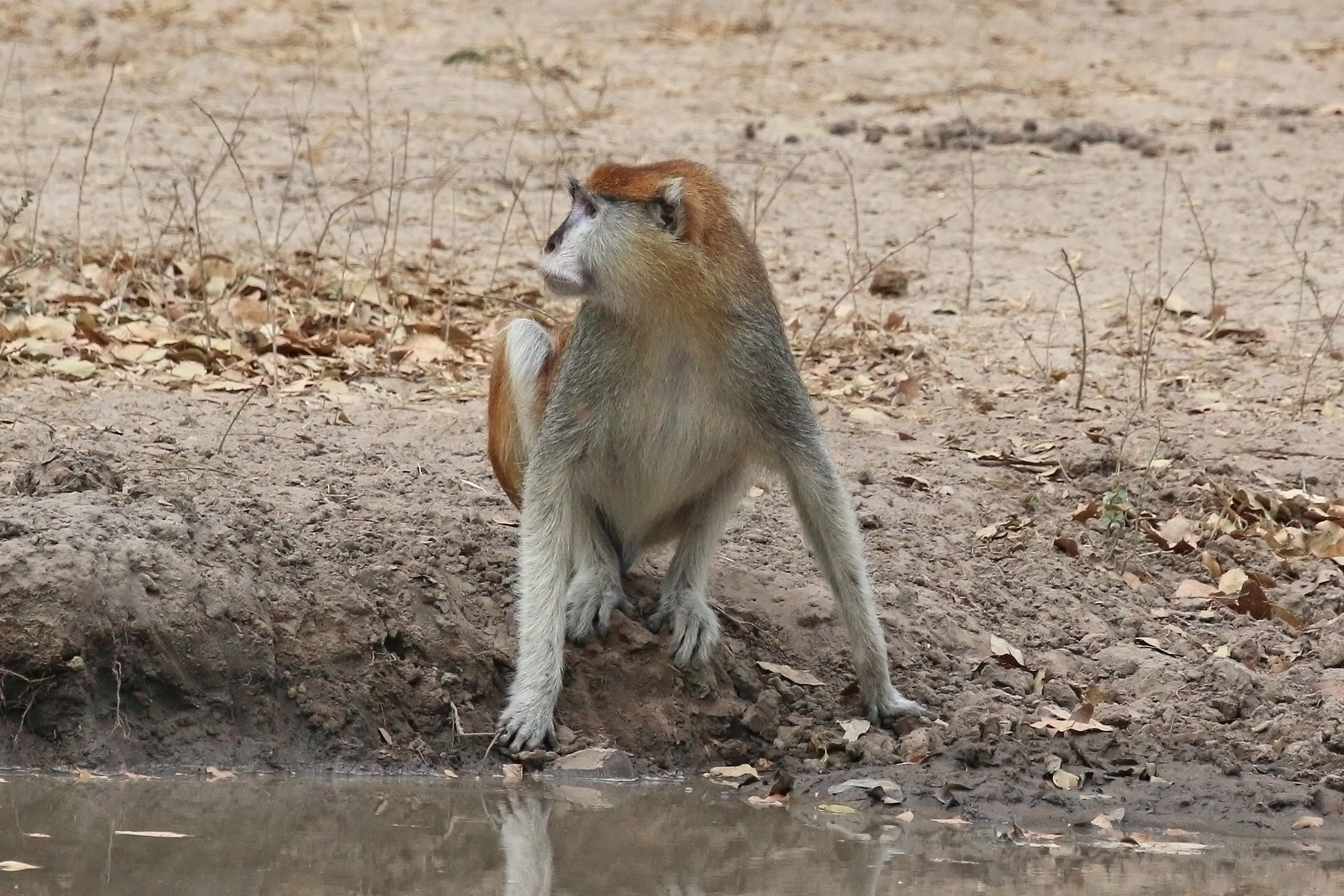
수컷, 세네갈
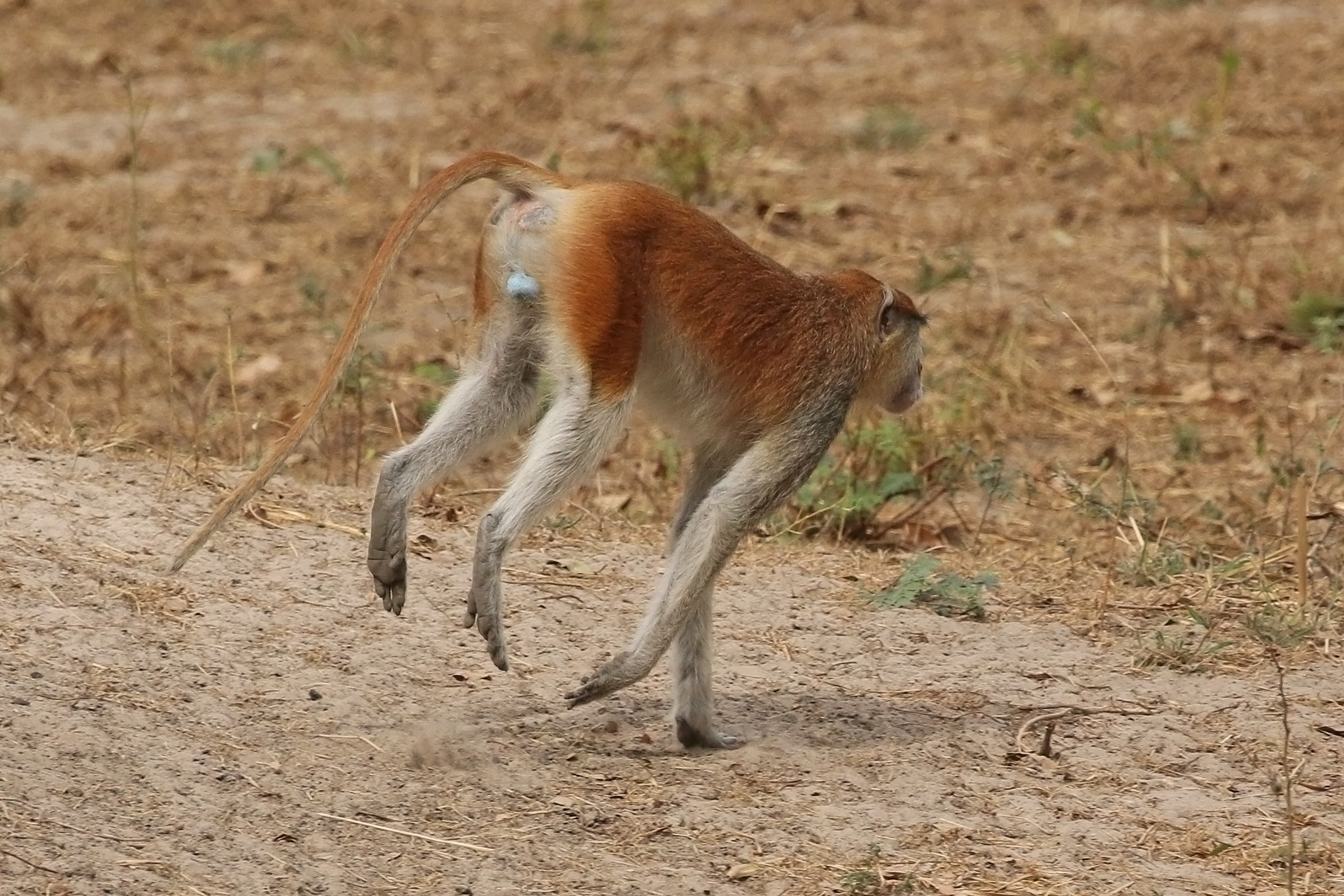
푸른 음낭이 보이는 수컷, 세네갈
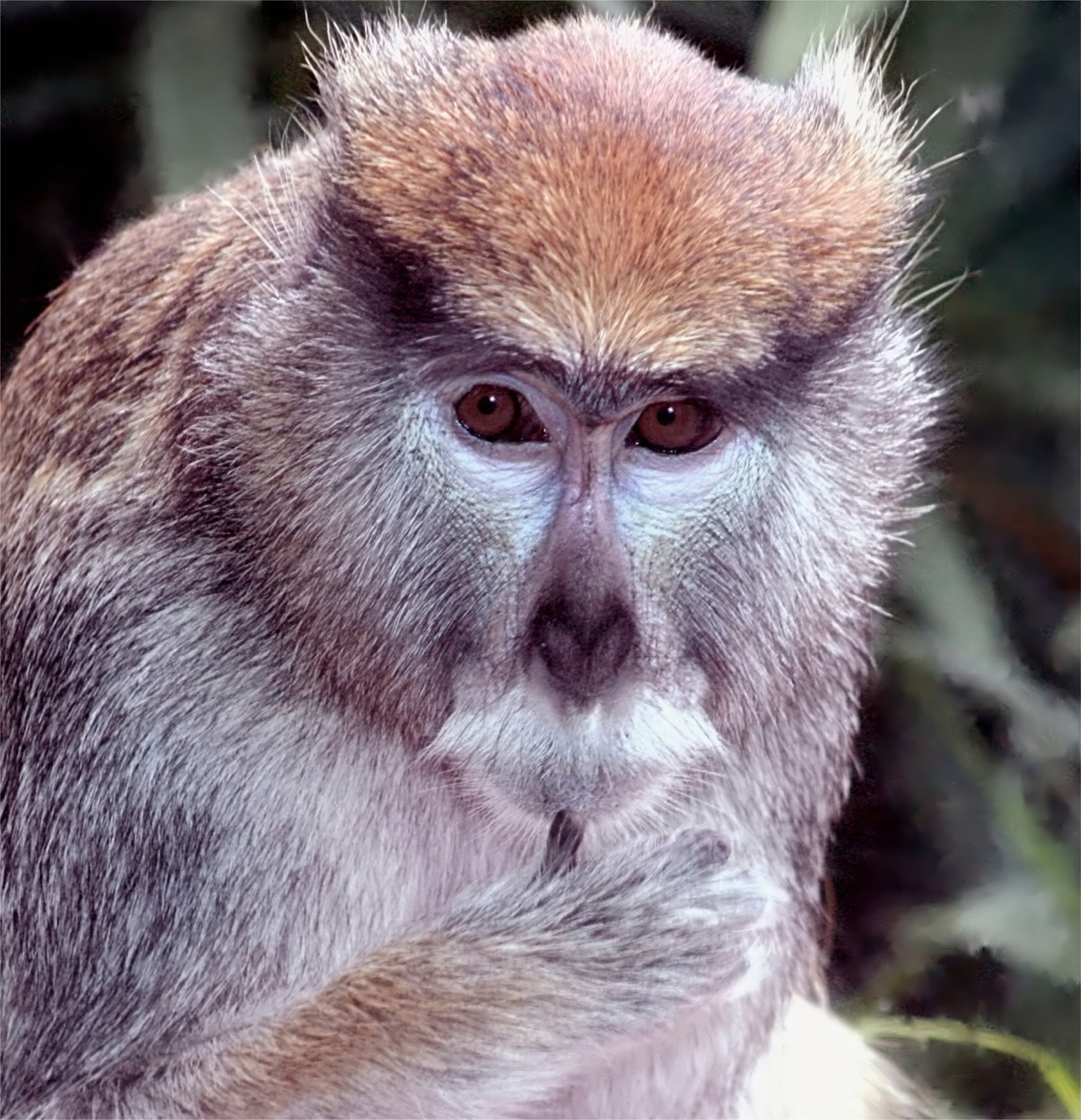
파타스원숭이
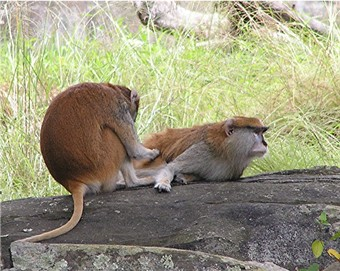
파타스원숭이
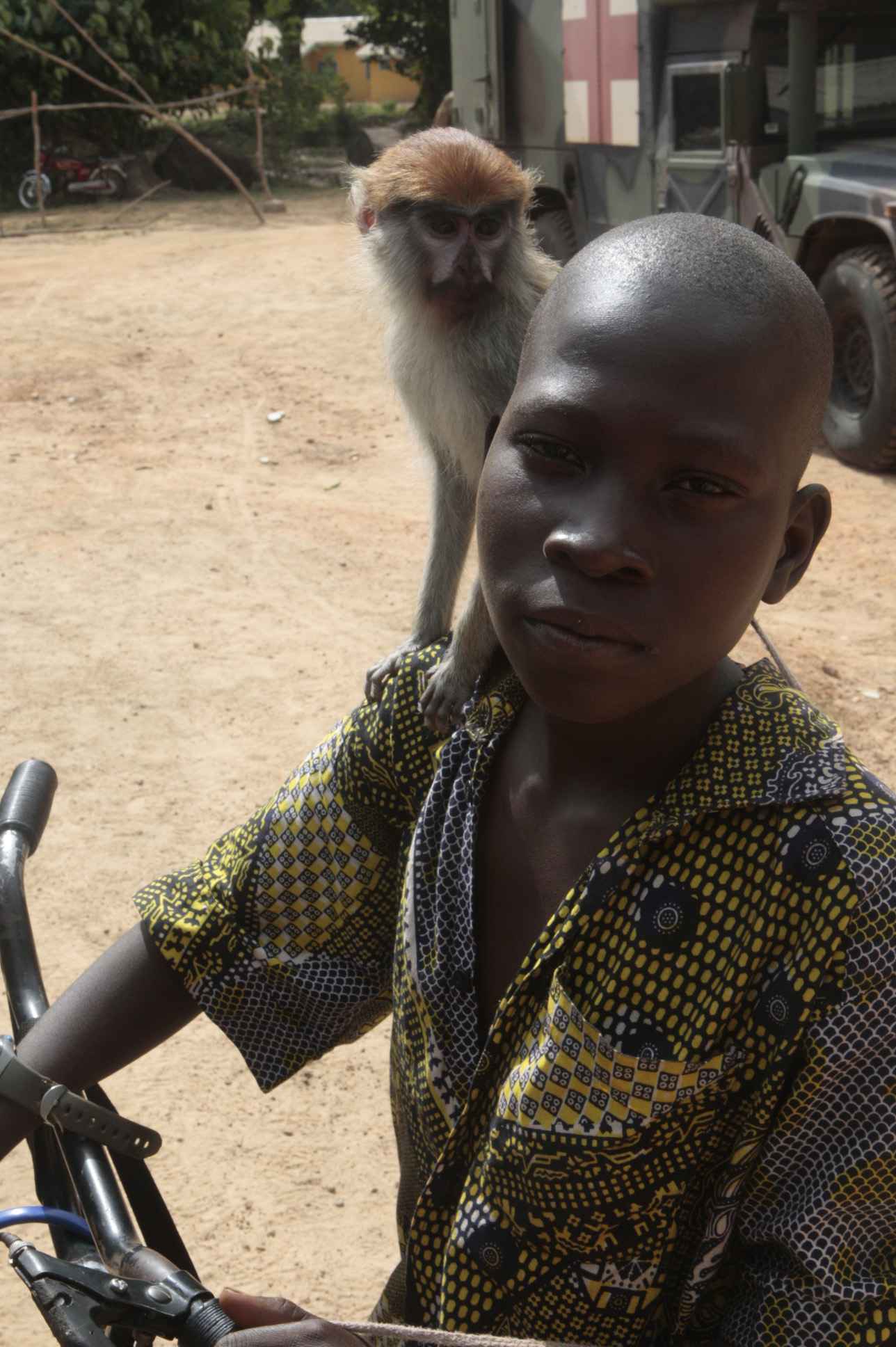
애완용 원숭이와 함께 있는 베냉 소년